# With The Beatles
With The Beatles — другий студійний альбом британського гурту The Beatles, представлений 22 листопада 1963 року на лейблі Parlophone. Платівка зайняла 420 місце у «Списку 500 найкращих альбомів усіх часів за версією журналу Rolling Stone». Сім із чотирнадцяти пісень альбому були написані Джоном Ленноном і Полом Маккартні; шість пісень були запозичені в інших авторів і вперше за весь час існування групи свою пісню представив Джордж Гаррісон — «Don't Bother Me». Альбом отримав багато схвальних відгуків.

## Про альбом
«With The Beatles» став першою платівкою гурту, представленою у Північній Америці; 25 листопада 1963 року альбом було представлено у Канаді під назвою «Beatlemania! With the Beatles». Пісні альбому були нерівномірно розділені між двома першими альбомами, представленими у США лейблом Capitol: 9 пісень увійшли в «Meet the Beatles!» (8 власних пісень та «Till There Was You»), решта п'ять «каверів» увійшли до «The Beatles' Second Album».
Чотиритрековий запис було встановлено на EMI перед сесією 17 жовтня, коли Beatles записали свій новий неальбомний сингл «I Want to Hold Your Hand» / «This Boy», а також промови для різдвяної платівки для фан-клубу гурту. Гурт закінчив «I Wanna Be Your Man» 23 жовтня перед тим, як Мартін почав моно- та стереозведення того ж дня і продовжив шість днів потому. Останні приготування були зроблені 30 жовтня, а альбом офіційно завершено 4 листопада.
Ще до виходу альбому гурт отримав півмільйона попередніх замовлень та продав ще півмільйона до вересня 1965 року, що зробило «With The Beatles» другим альбомом в історії із мільйонним накладом у Великій Британії (після саундтреку до фільму 1958 року «South Pacific»). «With the Beatles» залишався на вершині британського чарту протягом 21 тижня, змістивши дебютний альбом «The Beatles» «Please Please Me»; таким чином платівки гурту очолювали британський чарт 51 тиждень поспіль.

## Список композицій
Автор музики і слів Леннон — Маккартні (якщо не зазначено інше). 
| Сторона 1 | Сторона 1                                                                                             | Сторона 1          | Сторона 1  |
| #         | Назва                                                                                                 | Вокал              | Тривалість |
| --------- | --- | ------------------ | ---------- |
| 1.        | «It Won’t Be Long»                                                                                    | Леннон             | 2:09       |
| 2.        | «All I’ve Got to Do»                                                                                  | Леннон             | 2:03       |
| 3.        | «All My Loving»                                                                                       | Маккартні          | 2:06       |
| 4.        | «Don’t Bother Me» (Джордж Гаррісон)                                                                   | Гаррісон           | 2:24       |
| 5.        | «Little Child»                                                                                        | Леннон і Маккартні | 1:46       |
| 6.        | «Till There Was You» (Мередіт Вілсон)                                                                 | Маккартні          | 2:14       |
| 7.        | «Please Mr. Postman» (Джорджія Доббінс, Вільям Гарретт, Фредді Гормен, Браян Голленд, Роберт Бейтмен) | Леннон             | 2:34       |

| Сторона 2 | Сторона 2                                                   | Сторона 2         | Сторона 2  |
| #         | Назва                                                       | Вокал             | Тривалість |
| --------- | ----------------------------------------------------------- | ----------------- | ---------- |
| 1.        | «Roll Over Beethoven» (Чак Беррі)                           | Гаррісон          | 2:44       |
| 2.        | «Hold Me Tight»                                             | Маккартні         | 2:32       |
| 3.        | «You Really Got a Hold on Me» (Смокі Робінсон)              | Леннон і Гаррісон | 2:59       |
| 4.        | «I Wanna Be Your Man»                                       | Старр             | 1:58       |
| 5.        | «Devil in Her Heart» (Річард Дрепкін)                       | Гаррісон          | 2:26       |
| 6.        | «Not a Second Time»                                         | Леннон            | 2:07       |
| 7.        | «Money (That’s What I Want)» (Джейні Бредфорд, Беррі Горді) | Леннон            | 2:50       |

## Учасники запису
- Джон Леннон – вокал, бек-вокал, ритм- та акустична гітара, плескання в долоні, гармоніка в «Little Child», акустична гітара з нейлоновими струнами в «Till There Was You», бубон в «Don't Bother Me»
- Пол Маккартні – вокал, бек-вокал, бас-гітара, плескання в долоні, піаніно в «Little Child»
- Джордж Гаррісон – вокал, бек-вокал, соло- і акустична гітара, плескання в долоні, акустична гітара з нейлоновими струнами в «Till There Was You»
- Рінго Старр – барабани, бубон, маракаси, плескання в долоні, вокал в «I Wanna Be Your Man», Арабське бонго з вільною шкірою в «Till There Was You» і «Don't Bother Me»

## Сертифікація та продаж
| Регіон                                      | Сертифікація | Продажі   |
| ------------------------------------------- | ------------ | --------- |
| Аргентина (CAPIF)                           | Золотий      | 30,000    |
| Австралія (ARIA)                            | Золотий      | 35,000    |
| Канада (Music Canada)                       | Золотий      | 50,000    |
| Сполучене Королівство (BPI) реліз 2009 року | Золотий      | 100,000   |
| Німеччина (BVMI)                            | Золотий      | 250,000   |
| США (RIAA) реліз 1987 року                  | Золотий      | 500,000   |
| Сполучене Королівство оригінальний реліз    | ―            | 1,000,000 |
| США оригінальний реліз                      | —            | 1,000,000 |
| Світ оригінальний реліз                     | —            | 5,000,000 |